# Allgäuer Überlandwerk
Das Allgäuer Überlandwerk (AÜW) ist ein regionales deutsches Energieversorgungsunternehmen, dessen Versorgungsgebiet sich auf das südliche Schwaben (insbesondere den größten Teil des Allgäus) sowie über die Beteiligung an der Energieversorgung Kleinwalsertal im angrenzenden österreichischen Kleinwalsertal erstreckt. Unternehmenssitz ist Kempten. Das AÜW ist mit etwa 94.000 betreuten Privat- und Geschäftskunden der größte regionale Stromanbieter im Allgäu. 2009 setzte das AÜW 1.055 Mio. kWh Strom ab. Der größte Teil des Stroms wird an den europäischen Börsen zugekauft; physikalisch kommt der größte Teil der Energie über angrenzende vorgelagerte Netzbetreiber mittels Leitungen ins Netzgebiet. Ohne Fremdbezug erzeugte das AÜW 2009 in eigenen Laufwasserkraftwerken rund 73 Millionen Kilowattstunden aus erneuerbaren Energien.

## Geschichte
Die Gesellschaft wurde zum 1. Januar 1920 gegründet. Gründungsgesellschafter waren Karl Böhm (zugleich erster Geschäftsführer) und die Stadt Kempten, vertreten durch Bürgermeister Otto Merkt. Zum 11. Juni 1929 brachte die Stadt Kempten ihr Elektrizitätswerk in die Gesellschaft ein, zum 1. Januar 1938 das städtische Gaswerk. Als in den Jahren nach dem Zweiten Weltkrieg der Energiebedarf weiter rasch anstieg, griff das Allgäuer Überlandwerk schon früher angestellte Überlegungen zum Bau einer Rottachtalsperre wieder auf und plante einen Stausee mit etwa 100 Hektar Größe für ein Spitzenlastkraftwerk. Es regte sich Widerstand von Seiten betroffener Grundstückseigentümer und der anliegenden Gemeinden Moosbach und Petersthal, ein Schutzverband der Betroffenen wurde gegründet. Trotz des etwas unkoordinierten Widerstandes orientierte sich das AÜW anderweitig und gab das Stauseeprojekt auf (es wurde in den 1970er Jahren vom Freistaat Bayern erneut aufgegriffen und bis 1992 fertiggestellt). 1970 wurde das seit 1920 bestehende Elektrizitätswerk Wertach übernommen, welches 1960 das Kraftwerk am Grüntensee erbaut und 1961 in Betrieb genommen hatte.

## Gesellschafter
Anteile an der GmbH halten (direkte und indirekt Beteiligungen zusammengenommen):
- Stadt Kempten: 82,60 %
- Stadt Immenstadt: 9,31 %
- Stadt Lindau: 5,04 %
- Gemeinde Mittelberg, Kleinwalsertal/Vorarlberg: 3,00 %
- Gemeinde Schwangau: 0,05 %

## Beteiligungen
Das AÜW ist beteiligt an:

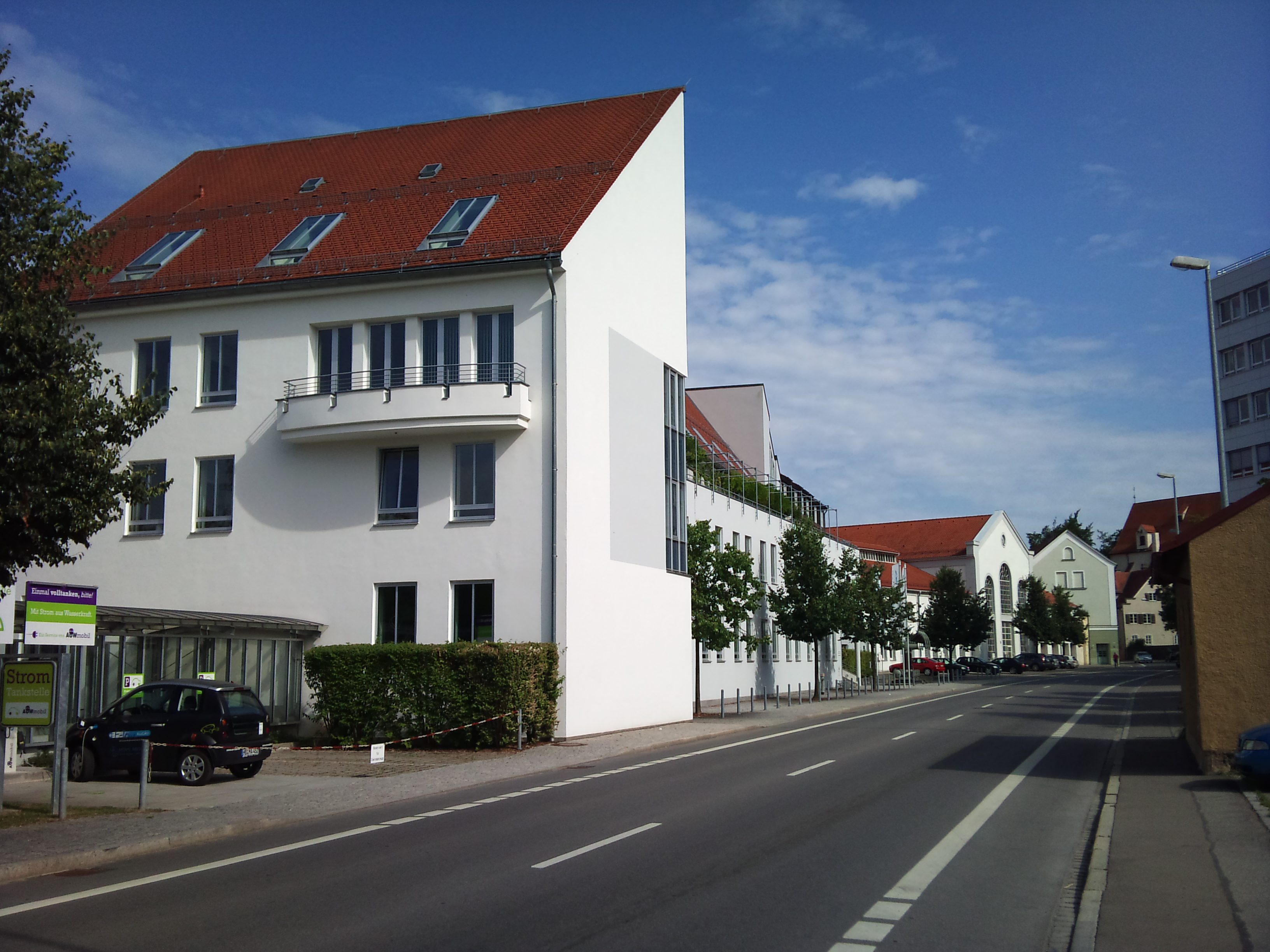
Geschäftshaus des AÜW

- Energieversorgung Kleinwalsertal GesmbH (EVK), Riezlern (Kleinwalsertal): seit 1933 besteht mit dem AÜW ein gegenseitiger Stromliefervertrag, seit Mitte der 1950er Jahre die Beteiligung des AÜW, zeitgleich erwarb die Gemeinde Mittelberg im Gegenzug ihre Beteiligung am AÜW
- Allgäuer Elektrohaus GmbH (AEH), Kempten, mit Filialen in Kaufbeuren und Nesselwang: 1949 vom  AÜW gegründet, liegt das heutige Aufgabengebiet in der Projektierung und Ausführung von Installationsarbeiten
- Kleinwalsertaler Bergbahn AG (KBB), Riezlern: mit 51 % als Hauptgesellschafter, neben dem 45 %-Anteil der Raiffeisen Holding Kleinwalsertal eGen. Die KBB wurde 1954 gegründet und ist unter der Dachmarke „Das Höchste“ Betreiber der 1955 errichteten Kanzelwandbahn, seit 2005 alleiniger Eigentümer der Oberstdorfer Fellhornbahn GmbH und seither auch mit 26 % an der Nebelhornbahn AG beteiligt, Eigentümer der Walmendingerhornbahn, seit 1. Juli 2009 alleiniger Eigentümer der Ifen Bergbahn GmbH u. Co (durch Übernahme des 82 %-Anteils der Industriellenfamilie Merckle und des 18 %-Anteils der Familie des Kleinwalsertaler Tourismuspioniers Alfons Herz), außerdem Betreiber/Gesellschafter von fast 20 Skiliften sowie mehrerer Beschneiungsanlagen in den Skigebieten Fellhorn, Kanzelwand, Nebelhorn und Walmendingerhorn in den Allgäuer Alpen
- Allgäuer Kraftwerke GmbH, Sonthofen: 49,23 % (50,77 % Stadt Sonthofen)[4]; Betreiber vierer Wasserkraftwerke und mit 12,4 % einer der vier Gesellschafter der BioEnergie Oberallgäu GmbH, dem Betreiber des 2004 fertiggestellten Holzheizkraftwerks Sonthofen
- Erdgas Kempten-Oberallgäu GmbH (EKO), Kempten: AÜW und Erdgas Schwaben sind jeweils zur Hälfte beteiligt. (Erdgas Schwaben gehört mehrheitlich zur Thüga-Gruppe)
- Sozialbau Kempten Wohnungsbau GmbH, Kempten: das AÜW ist am kommunalen Wohnungsunternehmen mit 34,49 % beteiligt
- M-net Telekommunikation GmbH, München: Minderheitsbeteiligung (Hauptgesellschafter: Stadtwerke München)
- RIWA GmbH Gesellschaft für Geoinformationen, Kempten: Anbieter von Software-Systemlösungen in den Bereichen Vermessung, Geoinformation, Wasserwirtschaft, Facilitymanagement, Bürgerinformation
- AllgäuNetz GmbH & Co. KG, Kempten: am 21. Oktober 2005 gemäß Energiewirtschaftsgesetz gegründet. Das Verteilernetz des AÜW ist an AllgäuNetz GmbH & Co. KG verpachtet. Das AÜW ist Hauptgesellschafter, weitere Gesellschafter sind: Allgäuer Kraftwerke GmbH, Energieversorgung Oberstdorf GmbH, Energieversorgung Oy-Kressen eG, Energiegenossenschaft Mittelberg eG.
- Trianel GmbH: seit 2008 einer von über 40 kommunalen Gesellschaftern (Stand: Mai 2009)
- BioEnergie Allgäu GmbH & Co. KG, Kempten: einer der drei Gesellschafter, Betreiber des Ende Oktober 2009 fertiggestellten Holzheizwerk in Scheidegg.
- egrid applications & consulting GmbH, Kempten; gegründet vom AÜW in 2013, im Mai 2017 wurde Siemens zweiter Gesellschafter

In der Anfangszeit des Unternehmens bestanden außerdem kleinere Beteiligungen an der Elektroschmelzwerk Kempten AG (gegründet 1922), an der Mechanischen Weberei Fischen in Sonthofen-Berghofen und an der Kieswerk Kempten GmbH.

## Kraftwerke

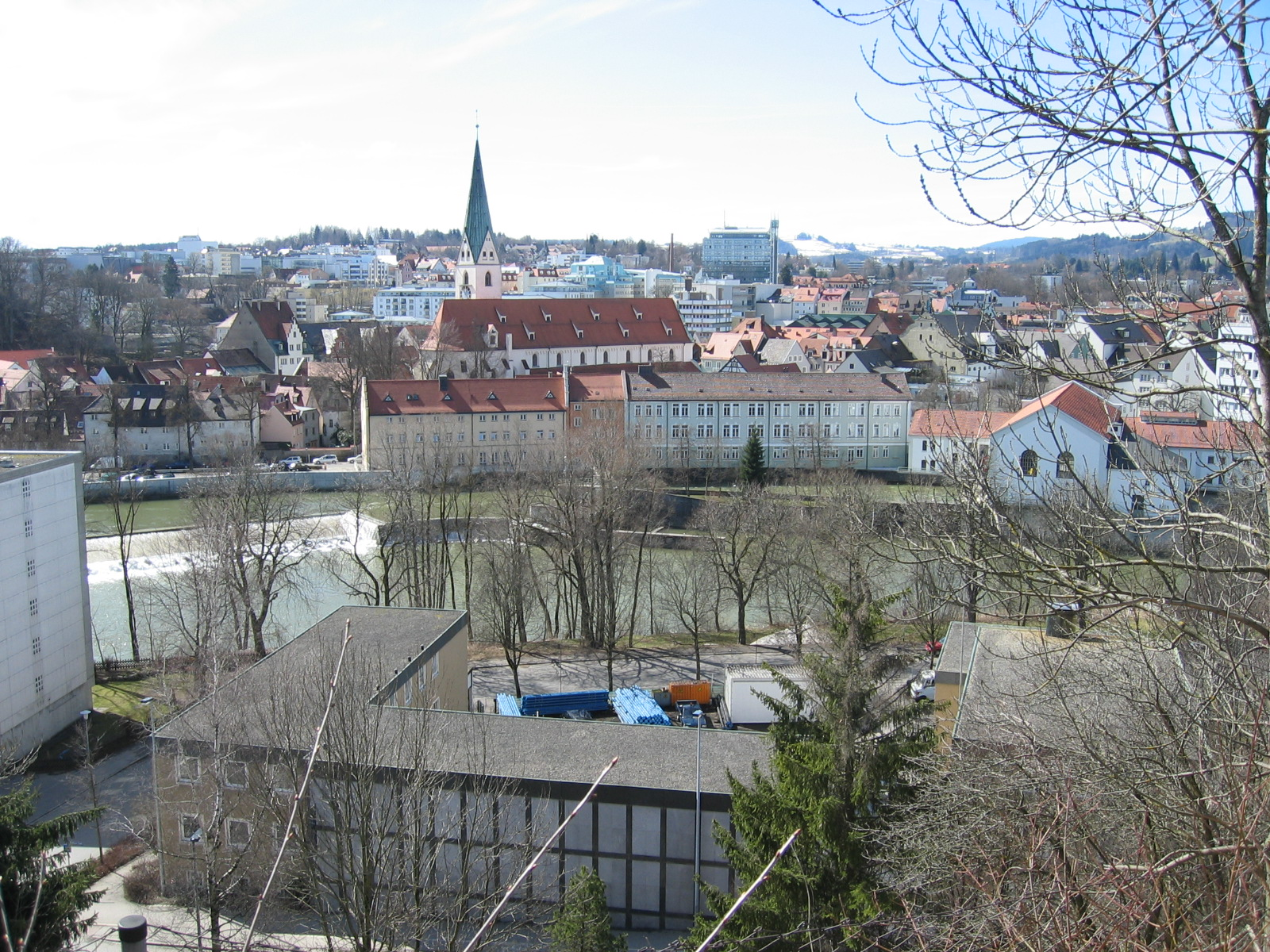
Blick auf das Illerkraftwerk in Kempten bei der St.-Mang-Brücke (das graue Gebäude mit zwei Rundbogenfenstern am rechten Bildrand ist das Maschinenhaus, im langgestreckten grauen dreistöckigen Gebäude links daneben der Sitz des AÜW)

Das Unternehmen betreibt mehrere eigene Wasserkraftwerke in der Region.
Außerdem ist das AÜW über die Allgäuer Kraftwerke GmbH indirekt an der Betreibergesellschaft des 2004 fertiggestellten Holzheizkraftwerks Sonthofen beteiligt.
2005 beteiligte sich das AÜW mit einem 25-Megawatt-Anteil im Wert von über 5 Millionen Euro am Projekt der Trianel für das 2007 in Betrieb gegangene GuD-Erdgaskraftwerk in Schmehausen; als einer der Gesellschafter der Trianel GmbH ist das AÜW seit 2008 auch am im Bau befindlichen Steinkohlekraftwerk Lünen-Stummhafen und an weiteren geplanten Projekten (Kohlekraftwerk Krefeld-Uerdingen, Offshore-Windpark Borkum-West II) beteiligt.
Weiterhin gibt es seit 1978 ein Spitzenlastkraftwerk in Veits, Ortsteil von Waltenhofen mit einer 18 MW Diesel- sowie einer 21 MW Gasturbinen-Anlage aus dem Jahr 1988.
Dieses Spitzenlastkraftwerk soll ab 2025 Unterstützung durch einen Batteriegroßspeicher in Immenstadt im Allgäu erhalten.
2016 ging das Very Low Head (VLH) Laufwasserkraftwerk 'Illerkraftwerk Au' (900 kW) in Sulzberg-Au gegenüber Veits in Betrieb.
Beim Gelände des neuen VLH Kraftwerkes
entstand 2018 ein Batterie-Hybridkraftwerk 16 MW/8,5 MWh.
In den Jahren 2017 und 2018 wurde mit der Tochter egrid ein sogenannter Schwarmspeicher in Betrieb genommen,
der aus 5+1 schiffscontainergroßen Modulen mit je 500 kW/300 kWh Leistung und Kapazität besteht.